# Hamodactylus aqabai
Hamodactylus aqabai is een garnalensoort uit de familie van de Palaemonidae. De wetenschappelijke naam van de soort is voor het eerst geldig gepubliceerd in 1983 door Bruce & Svoboda.